# میرزا مهدی خان‌شقاقی
میرزا مهدی خان شقاقی افشار (۱۲۲۳–۱۲۹۹) ملقب به ممتحن‌الدوله نخستین مهندس معمار (آرشیتکت) ایران است.

## تولد و خانواده
وی در سال ۱۲۶۳ ه‍.ق (۱۲۲۳ ه‍.خ / ۱۸۴۳ م) در تهران، محله سنگلج که مرکز سلطنت آن زمان تهران بود متولد شد. پدر وی میرزا قلی خان شقاقی افشار معروف به تاریخ‌نویس گرمرودی (شاهین دژ) که چندین کتاب تاریخی از خود به جای گذاشته‌است، از کارمندان وزارت خارجه و دوستان میرزا سعیدخان مؤتمن‌الملک وزیر امور خارجه عهد ناصری بود.

## تحصیلات
مهدی خان شقاقی پس از چند سال تحصیل در مکتب سرخانه و در مدرسهٔ دارالفنون جدیدالتأسیس در سال ۱۲۷۶ ه‍.ق (۱۲۳۶ ه‍.خ / ۱۸۵۷ م) بر اثر یک سلسله اتفاقات خانوادگی به دستور شخص «ناصرالدین شاه» با اولین هیئت محصلین به پاریس اعزام شد و پس از اتمام تحصیلات متوسطه و اخذ گواهی‌نامهٔ مهندسی معماری در مدرسهٔ عالی «اِکُل نُرمال سوپریور دو پاری» و دانشکدهٔ معماری (آرشیتکتور) پاریس در سال ۱۲۴۳ ه‍.خ (۱۸۶۴ م) به ایران بازگشت.

## خدمات اداری

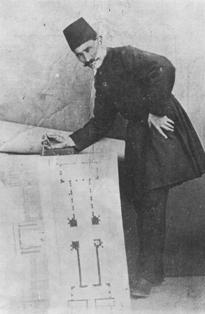
میرزا مهدی خان شقاقی در حال طراحی یک بنا

ممتحن الدوله پس از بازگشت به ایران به عضویت در وزارت خارجه در امده و تا مقام معاونت و مشاورت وزیر خارجه ترقی کرد.
وی در تمام مدت وزارت امور خارجه «عباس قوام‌الدوله» (قمی تفرشی) مقام مستشاری داشت و در سفر ناصرالدین شاه به اروپا ملتزم رکاب بود.  او در سفر اول «مظفرالدین شاه» به اروپا نیز در رکاب بود ولی از پترزبورگ مأمور کمیساریای راه انزلی به تهران شد. وی تا مدت‌ها بعد مقام مستشاری وزارت خارجه را حفظ کرد.
میرزا مهدی خان شقاقی در خاطرات خود در مورد چگونگی نیل به لقب ممتحن‌الدوله می‌نویسد که به‌علت ترجمه و تألیف کتاب حقوق بین‌المللی و نیز تشویق وزارت خارجه به افتتاح مدرسهٔ علوم سیاسی و نوشتن پروگرام این مدرسه با همکاری «سعدالدوله» به لقب ممتحن الدوله و عنوان جنابی مفتخر و به دریافت مبلغ هشتصد تومان اضافه مواجب و رتبهٔ امیر تومانی نایل شد و بعداً دارای نشان و تمثال ناصرالدین شاهی گردید.

## آثار معماری

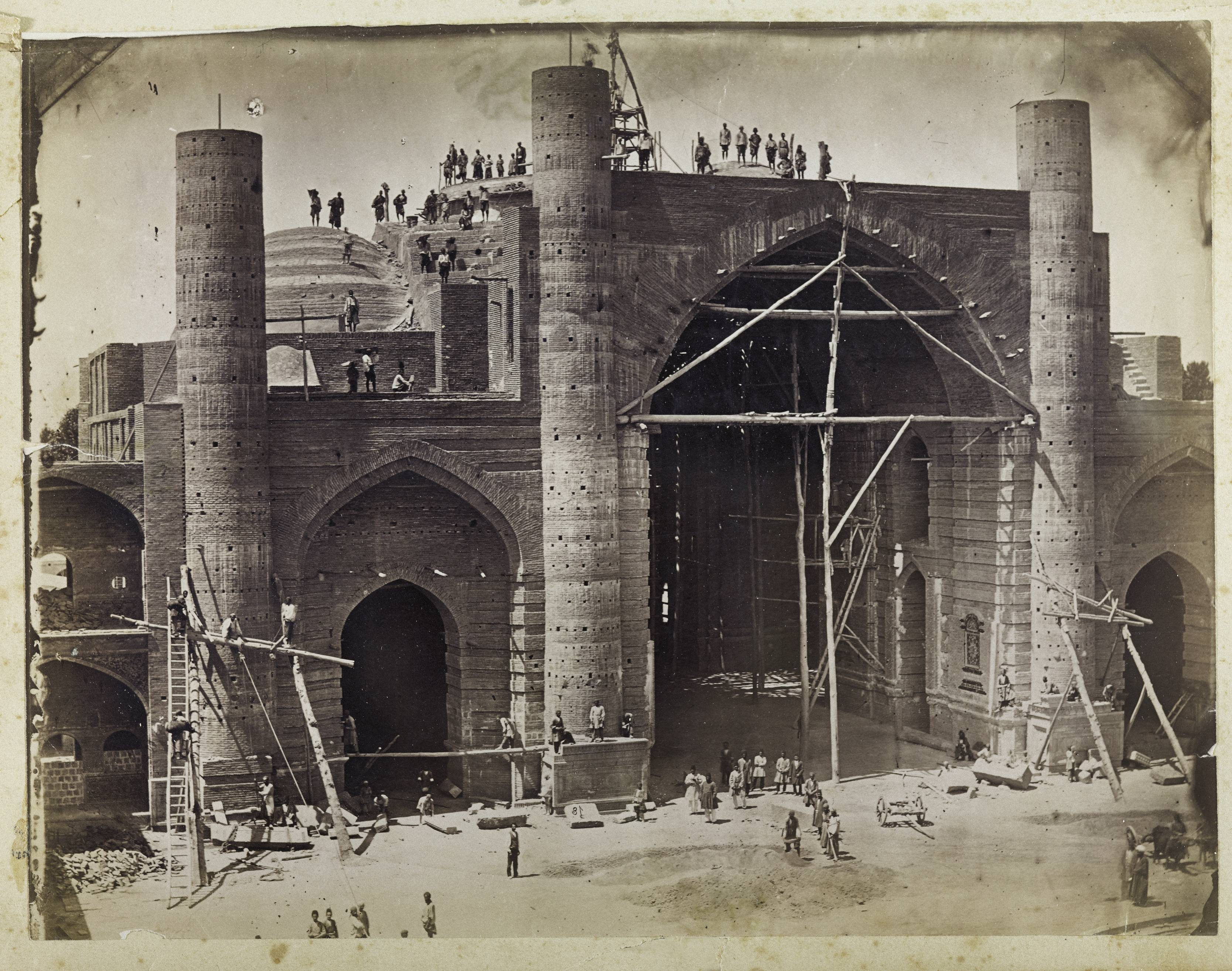
مسجد سپهسالار در حال ساخت،

از جمله آثار معماری مشهور وی می‌توان به ساختمان‌های مسجد سپهسالار (شهید مطهری فعلی)، مجلس شورای ملی، پارک اتابک و قصر فیروزه , عمارت مفخم بجنورد اشاره کرد که طراحی و نقشه‌کشی را او بر عهده داشته و بر ساختنشان نظارت کرده بود.

## تالیفات
وی مؤلف نخستین اثر فارسی دربارهٔ قواعد دیپلماسی و حقوق بین‌الملل به نام «مآثر مهدیه» است. این کتاب از نخستین ترجمه‌های حقوق بین‌الملل و دیپلماسی به فارسی است. تألیف کتاب در زمان معاونت وی در وزارت خارجه و به دستور ناصرالدین شاه و با استفاده از متون اروپایی انجام شد. از محتوای مطالب کتاب برمی‌آید که اصول مصوب حاصل از نشست کنسرت اروپایی در وین و مذاکرات دول اروپایی در نیل به این تصمیمات مورد توجه و مطالعه گردآورنده مآثر مهدیه قرار گرفته و وی با توجه به این نکات به تنظیم و نگارش رساله خود برخاسته است. با نگرش به روش تدوین این کتاب یعنی ترجمه و تألیف و اشاره نویسنده به این نکته که اطلاعات جمع‌آوری شده علاوه بر ترجمه متون فرانسوی حاصل تجربیات بیست و پنج ساله وی در خدمت به دستگاه سیاست خارجی کشورش است، می‌توان پذیرفت که بخش مهمی از مطالب این اثر نشان‌دهنده آئین کار و نظم و ترتیب امور در این حوزه از دولت قاجاران است.
تألیف دیگر مهدی خان شقاقی کتاب خاطرات اوست که حکایات زندگی او را بازگو می‌کند و توسط انتشارات امیرکبیر چاپ شده‌است.
از دیگر نوشته‌های او می‌توان از کتاب سخنان تاریخی بزرگان جهان و گوشه‌هایی از تاریخ باستانی ایران نام برد که مؤلف از کتاب‌های گوناگون از جمله لاروس برگزیده و ترجمه کرده‌است.

## درگذشت
او در ۷۶ سالگی در تهران درگذشت.

## فرزندان
مهدی شقاقی از دو ازدواج خود ۱۳ فرزند داشت که سه فرزند ذکور او در زمان حیاتش کشته شدند:
ماژور (سرگرد) کیومرث شقاقی حصن السلطنه که در سال ۱۲۹۰ شمسی به دست ابوالقاسم لاهوتی کشته شد.
محمد علی خان شقاقی در زمان جنگ جهانی اول به صورت داوطلب در لژیون خارجی فرانسه عضو گردید. او در جبهه جنگ فرانسه با آلمان بر اثر گاز سمی کشته و به صورت ناشناس دفن شد.
سرتیپ حسنعلی‌خان شقاقی -فرمانده نبرد سمیرم در سال ۱۳۲۳ کشته شد.
از دیگر فرزندان او می‌توان به سرلشکر هادی خانشقاقی (حصن‌الدوله)  اشاره نمود مشاغل عمدهٔ سرلشکر شقاقی عبارت بودند از عضویت شورای عالی قشون، معاونت ارکان حرب کل قشون (ستاد ارتش)، ریاست بازرسی سوارنظام، فرمانده لشکر و بالاخره فرماندهی دانشکدهٔ افسری و مدتی نیز وابسته‌ٔ نظامی ایران در شوروی بود. بعد از شهریور ۱۳۲۰ فرمانده لشکر اصفهان شد و آخرین سمت نظامی‌اش ژنرال آجودان و ریاست دفتر نظامی شاه بود. سرلشکر هادی شقاقی، از افسران تحصیل‌کرده و مطلع ارتش محسوب می‌شد. به دو زبان روسی و فرانسه تسلط کامل داشت و در فن سواری و تربیت اسب نیز کم‌نظیر بود. در سال ۱۳۳۸ در سن ۷۰ سالگی درگذشت و در مقبره‌ٔ خانوادگی در صفائیهٔ شهر ری مدفون گردید.
دیگر فرزند وی سرتیپ خلبان حسینقلی‌خان شقاقی - مسن‌ترین خلبان ایرانی که در ۹۸ سالگی در سال ۱۳۸۴ درگذشت- اشاره کرد.